# Homero Ávila
Homero Ávila Silva, nacido en San Felipe en 1917 y fallecido en Antofagasta el 21 de noviembre de 1998, fue un destacado periodista de Deportes chileno que, entre sus labores, destacó por ser corresponsal de la revista Estadio bajo el seudónimo de Hoasi.

## Trayectoria
Entusiasmado por la práctica deportiva, en 1936 se desempeñó como secretario del club Arturo Prat de su ciudad natal. Al trasladarse a Santiago, trabajó como profesor en la Escuela Industrial N°1 desde la cual fue trasladado a Antofagasta en 1941. En la capital de la Región se desempeñó como profesor de Taller y Dibujo Técnico en la Escuela de Minas. 
Su atracción por el deporte le permitió ser elegido presidente de la Asociación Escolar Secundaria de Deportes, fundar la Liga Semi Fiscal Bancaria de Deportes, oficiar como árbitro de básquetbol y ser socio fundador del Colegio de Periodistas de Chile.
En el Periodismo de Deportes, laboró en el diario El Mercurio de Antofagasta entre 1947 hasta su jubilación, cuando era el Editor de la Sección Deportes.
En 1973 recibió el Premio Nacional de Periodismo Deportivo.

## Etapa en revista Estadio
En la revista Estadio despachó crónicas en los períodos 1947-1948, 1950-1951, 1953-1954, 1956-1964, 1970 y 1972-1981.
- Datos: Q5901343